# Дзафферани, Андреа
Андре́а Дзаффера́ни (итал. Andrea Zafferani; род. 19 декабря 1982, Сан-Марино) — капитан-регент Сан-Марино с 1 октября 2010 по 1 апреля 2011 года, избран вместе с Джованни Франческо Уголини.

## Биография
Андреа Дзафферани родился в 1982 году в Сан-Марино. Он имеет докторскую степень в области экономики и управления по специальности политическая экономия. Работал в Центральном банке Республики Сан-Марино. Женат, живёт во Флоренции.
С декабря 2003 по декабрь 2005 года входил в состав городского совета Серравалле. 28 ноября 2007 года избран депутатом Большого генерального совета от Народного альянса. В парламенте был членом Постоянной комиссии по вопросам пенсий и социального обеспечения.
16 сентября 2010 года был избран парламентом на должность капитана-регента Сан-Марино и с 1 октября вступил в должность совместно с Джованни Франческо Уголини.

## Факты
- Андреа Дзафферани во время правления являлся самым молодым главой государства в мире и четвёртым по возрасту за всю историю Сан-Марино[3].